# Theodor Fuchs (Geologe)
Theodor Fuchs (* 15. September 1842 in Eperies, Komitat Sáros; † 5. Oktober 1925 in Steinach am Brenner, Tirol) war ein österreichischer Geologe, Paläontologe und Museumskustos.
Theodor Fuchs wirkte am Mineralogischen Hof-Cabinet und später am Naturhistorischen Museum Wien. Er wirkte maßgeblich am Aufbau der geologisch-paläontologischen Abteilung mit. Er erforschte die tertiären Ablagerungen des Mittelmeergebiets und des Wiener Beckens. Fuchs war Professor der Universität Wien und Mitglied der Österreichischen Akademie der Wissenschaften.
Theodor Fuchs begründete im Jahr 1894 das Chattium als obere bzw. späteste chronostratigraphische Stufe des Oligozäns (Paläogen).
Sein Nachlass befindet sich im Archiv für Wissenschaftsgeschichte des Naturhistorischen Museums.
Privat setzte er sich für Esperanto ein. Er hielt Vorträge über die internationale Sprache und verfasste einige Broschüren. Er übersetzte ein Fragment des Werkes Das Antlitz der Erde seines Kollegen Eduard Suess ins Esperanto und Zamenhofs Gedicht La vojo ins Deutsche.

## Schriften
- Erläuterungen zur geologische Karte der Umgebung Wiens. Verlag der Geologischen Reichsanstalt. Wien 1873 (Digitalisat).
- Tertiaerfossilien aus den kohlenführenden Miocaenablagerungen der Umgebung von Krapina und Radaboj und über die Stellung der sogenannten „Aquitanischen Stufe“. In: Mittheilungen aus dem Jahrbuch der Königlich Ungarischen Geologischen Anstalt, 10, 5, 1894, S. 163–175 (Digitalisat).